# Katernsignatuur
Een katernsignatuur of  binderssignatuur is een aanduiding die geplaatst wordt in het staartwit onderaan de recto-zijde van de folia in de eerste helft van elk katern in een handschrift of een gedrukt boek. De katernsignatuur moet de binder toelaten te controleren of de folia binnen het katern in de goede volgorde zijn gerangschikt en of de katernen elkaar correct opvolgen.
De katernsignatuur bestaat uit een letter die de volgorde van de katernen aangeeft, gevolgd door een cijfer dat de volgorde van de folia binnen het katern weergeeft. Het cijfer kan zowel Arabisch als Romeins zijn, in sommige gevallen worden ze zelfs door elkaar gebruikt. Een voorbeeld hiervan kan men vinden in de Delftse Bijbel die bewaard wordt in de bibliotheek van de Sint-Bernardusabdij te Bornem. De nummering van de folia loopt door tot het midden van het katern, of één folium verder.
Als er meer dan 23 katernen zijn (j, u en w worden niet gebruikt), verdubbelt men de letter en wordt de tweede reeks Aa, Bb, Cc ... Zz, eventueel gevolgd door Aaa et cetera. Voor het voorwerk van een boek wordt dikwijls de katernsignatuur asterisk (*) gebruikt. Het spreekt vanzelf dat een volledige lijst van signaturen van een boek de opbouw- of collatieformule perfect weergeeft.
In handschriften werd dikwijls gebruikgemaakt van custoden of reclamen, dit is het eerste woord van een katern, dat in het staartwit van de voorafgaande bladzijde werd geschreven en op die manier de binder toelaat de volgorde van de katernen te controleren.